# Яшинка
Яшинка — река в России, протекает в Инзенском районе Ульяновской области. Левый приток Юловки.

## География
Река Яшинка берёт начало в лесах у разъезда 744 км. Течёт на запад вдоль железной дороги, протекает через посёлок Дубёнки. Устье реки находится у посёлка Яшенка в 4,4 км по левому берегу реки Юловка. Длина реки составляет 13 км.

## Данные водного реестра
По данным государственного водного реестра России относится к Верхневолжскому бассейновому округу, водохозяйственный участок реки — Сура от Сурского гидроузла и до устья реки Алатырь, речной подбассейн реки — Сура. Речной бассейн реки — (Верхняя) Волга до Куйбышевского водохранилища (без бассейна Оки).
Код объекта в государственном водном реестре — 08010500312110000036616.